# 青葉公園 (千歳市)
青葉公園（あおばこうえん）は、北海道千歳市にある公園。

## 概要
千歳市中心部から南西に位置している。市街地に隣接する公園でありながらも自然のままの雑木林が残されており、支笏湖や樽前山まで続いている。園内の植物は80科360種（木本80種・草木280種）が観察されている。
公園内には図書館や公民館、スポーツセンター、陸上競技場、野球場、テニスコートなどの施設が点在している。晴天の多い6月から夏にかけては実業団陸上部の合宿が多く、毎年40〜60件・延べ1,500〜2,000人の利用がある。冬季積雪時は園内路および園外を圧雪整備したクロスカントリースキーのコースが開設され用具が無料でレンタルできる。コースは3.8 kmまたは3.2 kmの「ウォーキングコース」、3.2 kmまたは1.9 kmの「クラシカルコース」、7.2 kmまたは0.5 km（サッカー場内）の「フリースタイルコース」がある。

## 歴史
千歳市自然環境保全条例により第2種自然環境保全地区に指定されている。古代の支笏火山噴火堆積物が積もった平坦地が南北2つの川（千歳川とママチ川）によって削り込まれて残った台地であり、川沿いは急斜面であるが中央の台地は平坦な地形となっている。千歳神社が置かれている場所でもあり、青葉公園と千歳神社の境界はアイヌ語で「ロウサン」（ru-o-san-i 道が・そこから・浜または川へ出て行く・所）と呼ばれていた。また、通称「神社山」と呼ばれており、1887年（明治20年）に5代目千歳郡各村戸長に任命された三木勉が、故郷仙台の地名に因み「青葉山」と命名した。明治時代から千歳西方の山林はすべて帝室御料林になっていたが、1944年（昭和19年）に公園化するための現地調査を実施。戦後、国有林払下げを受けた千歳町（当時）が1952年（昭和27年）に一般公募によって公園名称を「青葉公園」と決定。翌年に都市計画決定して公園の整備を開始した。
- 1954年（昭和29年）：青葉陸上競技場開場[12]。
- 1956年（昭和31年）：青葉球場開場[13]。
- 1960年（昭和35年）：青葉公園庭球場（硬式）開場[14]。
- 1962年（昭和37年）：青葉公園庭球場（軟式）開場[14]。
- 1971年（昭和46年）：千歳市立千歳公民館が移転新築し開館[15]。
- 1978年（昭和53年）：千歳市スポーツセンター開館[16]。
- 1987年（昭和62年）：千歳市民球場開場[17][18]。
- 1988年（昭和63年）：千歳市立図書館が移転新築し開館[18]。中央広場開園[18]。
- 1989年（平成元年）：青葉公園ラグビー場開場[19]。
- 1990年（平成02年）：おはよう橋開通[20]。
- 1991年（平成03年）：青葉公園サッカー場開場[21]。
- 1994年（平成06年）：青葉少年野球場開場[22]。
- 1996年（平成08年）：青葉陸上競技場リニューアル[23]。
- 2014年（平成26年）：千歳市スポーツセンターリニューアルオープン[16]。
- 2024年（令和6年）10月9日：公園内でヒグマが目撃されたため一時立入禁止措置[24]。

## 施設
千歳市立図書館
地上2階地下1階建
1階
一般閲覧室、新聞・雑誌コーナー、オーディオビジュアル（AV）コーナー、児童閲覧室、閉架書庫
2階
AV室、会議室
千歳市立千歳公民館
1階
1号会議室、2号・3号会議室、4号会議室、講習室、和室
2階
5号・6号会議室、7号会議室、大集会室
千歳市スポーツセンター（ダイナックスアリーナ）
ダイナックスが命名権を取得
アリーナ、第2体育館、トレーニング室、ランニングコース（1周165 m）、幼児室、更衣室
青葉陸上競技場
日本陸上競技連盟第3種公認競技場
400 mトラック8コース、直線80 m、曲線37.898 m
走幅跳・三段跳兼用助走路2ヶ所、棒高跳助走路2ヶ所、やり投助走路2ヶ所、走高跳助走路2ヶ所
円盤投・ハンマー投兼用サークル1ヶ所
観覧席442席
千歳市民球場
青葉球場
両翼95 m、センター115 m、全面クレイ舗装、内外野スタンド（天然芝）
青葉少年野球場
両翼70 m、センター85 m、全面クレイ舗装、
青葉公園庭球場
オムニコート
硬式7面（A〜G）、軟式5面（H〜L）、夜間照明設備4面（C〜F）
クラブハウス
青葉公園サッカー場
98.00 m×68.00 m、全面芝生2面（A・B）
青葉公園ラグビー場
天然芝コート（144.00 m×69.30 m）
スクラム用人工芝（8.20 m×8.20 m）
青葉水泳プール
25 mプール（5コース）
広場
なかよし広場
大型複合遊具・幼児用遊具広場
中央広場
噴水施設（大噴水、カスケード噴水、ジャブジャブ池）
ピクニック広場
利用期間：4月下旬から10月末日
有料キャンプ場（管理棟、テント8サイト、炊事場2ヶ所）
バーベキュー施設（屋根付4ヶ所、炊事場8か所、各サイト2ヶ所）
オートキャンプ不可
芝生広場
冒険の森
大型木製遊具・アスレチック木製遊具

## イベント
ちとせホルメンコーレンマーチ
毎年2月11日に青葉公園をスタート・ゴール地点として開催しているノルディックスキー大会。千歳市体育協会主催。1977年（昭和52年）、歩くスキーの普及を図るため千歳市内の国際交流団体によって開催された「歩くスキーの集い」に端を発し、1981年（昭和56年）にノルウェーの『ホルメンコーレンスキー大会』の名前に因んで『ちとせホルメンコーレンマーチ』と命名した。1988年（昭和63年）には大会を機に千歳市とノルウェーのコングスベルグが友好親善都市声明を発表している。以来、ノルウェー王国大使や駐日大使館も大会に参加するなどしている。種目は33 km、7 km、4 km、歩くスキー（4 km）となっており、4 kmコースは小学生から参加できる。
千歳JAL国際マラソン

毎年6月第1週の日曜日に青葉公園をスタート・ゴール地点として開催しているマラソン大会。千歳市体育協会・日本航空・北海道新聞社・道新スポーツ主催。1981年（昭和56年）に初開催し、第1回から第13回までは7月第1週、第14回から第22回までは9月第2週、第23回以降は6月第1週に開催している。未舗装の林道などを走るコースとなっており、種目はフルマラソン、ハーフマラソン、10 km、3 km、3 kmファミリーがあり、定員があり先着順となっている。また、団体戦もある。3 kmは小学生から参加できる。
ホクレン・ディスタンスチャレンジ
開催都市の観光促進、地域振興に繋がり、住民に喜ばれるイベントとして中長距離シリーズを開催し、国際競技会で活躍できる中長距離選手の育成・強化を図る目的の大会で千歳市青葉陸上競技場では2019年から毎年7月に開催されている。
千歳おはよう橋国際マラソン大会
毎年9月に青葉陸上競技場をスタート・ゴール地点として開催しているマラソン大会。千歳民報社・千歳陸上競技協会・道央陸上競技協会主催。近隣住民と在住外国人にも千歳の自然を再認識してもらい、健康づくりと交流を促す国際大会と位置づけている。種目は10 km、5 km、3.5 km、2 ㎞（ファミリー）。10 kmと5 kmは男女別年齢区分もある。

## 参考資料
- 千歳市史編さん委員会 編『増補 千歳市史』北海道千歳市、1983年3月20日。
- 十周年記念誌編集委員会 編『千歳を知る』千歳を知る会、1988年3月15日。
- 千歳自然保護協会 編『千歳川』千歳自然保護協会、1993年10月。
- 記念誌編纂部会 編『千歳市体育協会 五十年史』千歳市体育協会、2004年10月9日。
- 千歳の自然保護協会 編『千歳市青葉公園の植物』千歳の自然保護協会、2007年2月28日。
- 千歳市史編さん委員会 編『新千歳市史 通史編』 上、北海道千歳市、2010年3月19日。
- 『北海道ランニング大会ガイド』北海道新聞社、2011年2月24日。
- “千歳市立図書館条例”. 千歳市例規類集.   北海道千歳市. 2015年12月13日閲覧。
- “千歳市立図書館条例施行規則”. 千歳市例規類集.   北海道千歳市. 2015年12月13日閲覧。
- “千歳市立公民館条例”. 千歳市例規類集.   北海道千歳市. 2015年12月13日閲覧。
- “千歳市立公民館条例施行規則”. 千歳市例規類集.   北海道千歳市. 2015年12月13日閲覧。
- “千歳市体育施設設置条例”. 千歳市例規類集.   北海道千歳市. 2015年12月13日閲覧。
- “千歳市体育施設設置条例施行規則”. 千歳市例規類集.   北海道千歳市. 2015年12月13日閲覧。
- 今野善幸. “青葉公園は市民の宝” (PDF).   北海道千歳市. 2017年6月18日閲覧。
- “要覧ちとせ 平成28年版” (PDF).   北海道千歳市 (2016年). 2017年6月18日閲覧。
- “千歳市の教育” (PDF).   千歳市教育委員会 (2016年). 2017年6月18日閲覧。